# Potenza Picena
Potenza Picena es una localidad y comune italiana de la provincia de Macerata, región de las Marcas, con 15 991 habitantes.

## Evolución demográfica
| Gráfica de evolución demográfica de Potenza Picena entre 1861 y 2001 |
|                                                                      |
| Fuente ISTAT - elaboración gráfica de Wikipedia                      |